# Durlstotherium
Durlstotherium es un género extinto de mamíferos del Cretácico Inferior. Contiene una sola especie, Durlstotherium newmani. El espécimen tipo se encontró en la Bahía de Durlston, Dorset, Inglaterra, a la cual se refiere el nombre del género. D. newmani recibió su nombre en honor del propietario de un pub británico de la zona, Charlie Newman. Durlstotherium y dos de sus contemporáneos, Tribactonodon y Durlstodon, poseen molares tribosfénicos, la cual que es una característica avanzada entre los mamíferos euterios y sugieren que el grupo surgió antes que el cretáceo temprano.

## Galería de imágenes

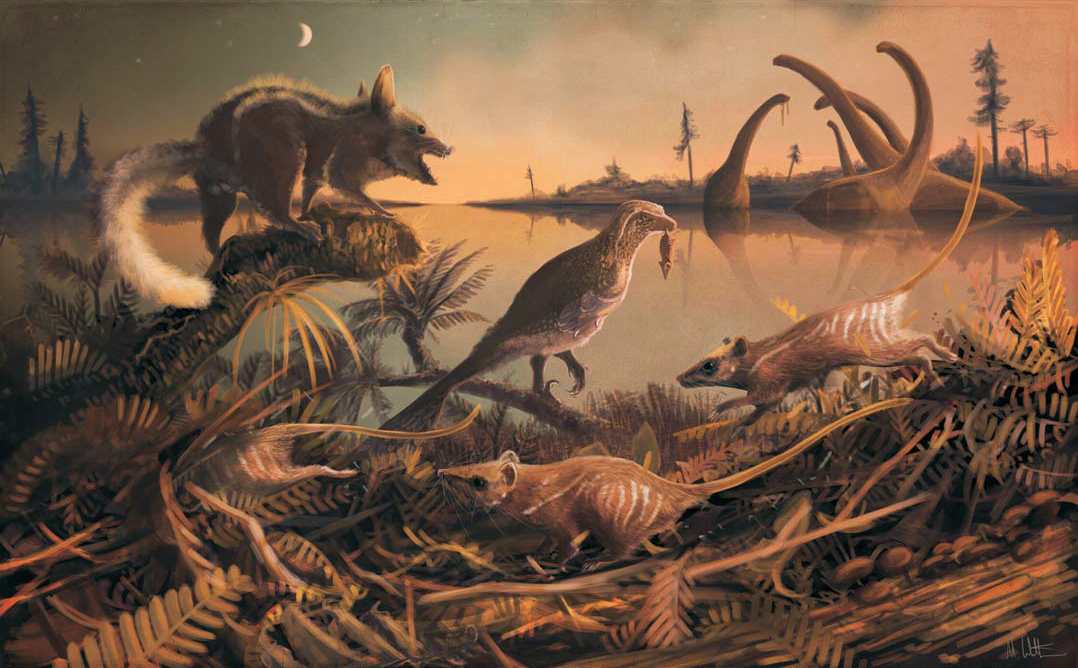
Impresión artística de Durlstotherium (derecha y centro) y Durlstodon (izquierda)
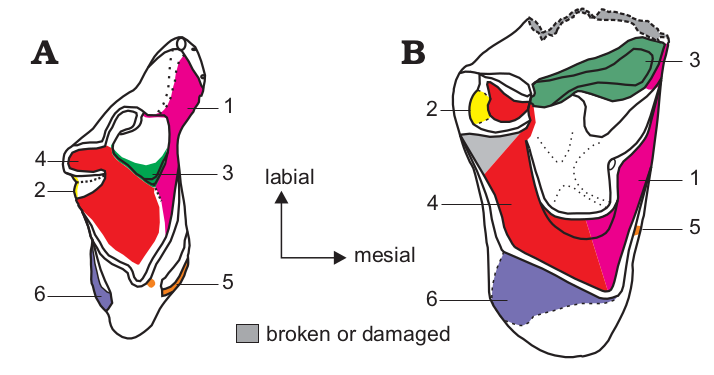
Facetas de desgaste de los molares de Durlstotherium (derecha) y Durlstodon (izquierda)
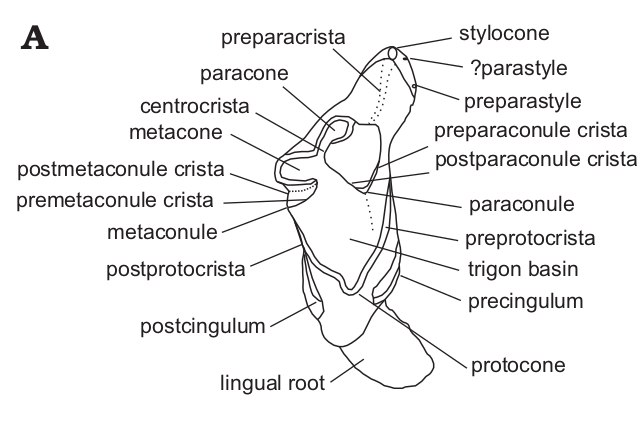
Anatomía del molar de Durlstotherium (en inglés)
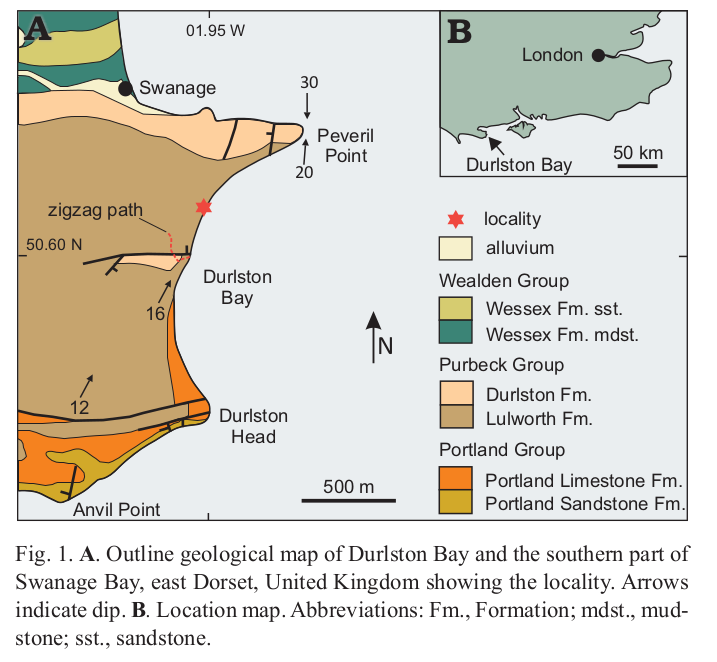
Bahía de Durlston, Inglaterra